# Lothar Matthäus
Lothar Herbert Matthäus (Erlangen, 21. ožujka 1961.), njemački je nogometni trener i bivši nogometaš.

## Karijera

### Igrač
Matthäus je još u ranim godinama počeo igrati nogomet, na poziciji veznog igrača, no u 30-im godinama života je prešao na libero poziciju. 
U ranim je danima igrao za juniore FC Herzogenauracha iz bavarskog gradića.
Svoju profesionalnu nogometnu karijeru, Matthäus je započeo 1979. godine u Borussiji Mönchengladbach, gdje je ostao do 1984. Do tada je stekao reprezentativno iskustvo igrajući na EP-u 1980 i SP-u 1982 za Zapadnu Njemačku.
Zatim je otišao u Bayern München, s kojim je osvajao Bundesligu, DFB-Pokal; i gdje je igrao od 1984. do 1988. godine. S klubom je došao i do finala Kupa prvaka 1989., gdje je izgubio od Porta.
1988. godine, sa suigračem Andreasom Brehmeom je potpisao za milanski Inter, s kojim je osvojio Serie A 1989., i Superkup iste godine. 
Zbog uspjeha u Interu, pozvan je i na Svjetsko prvenstvo 1990. godine. Matthäus je reprezentaciju odveo do finala, gdje su pobijedili Argentinu rezultatom 1:0.
Matthäus je nastavio sa sjajnim rezultatima u Interu, osvojivši Kup UEFA 1991. i popstavši FIFA-in nogometaš godine. 1992. godine, vratio se u Bayern, i s klubom osvojio četiri bundesligaška naslova, dva DFB-Pokala, Kup UEFA, i drugo mjesto u Ligi prvaka 1999. 
Zbog ozljede je propustio UEFA Euro 1992; iako je ujedinjena reprezentacija osvojila drugo mjesto. Na Svjetskom prvenstvu 1994., igrao je kao kapetan na poziciji braniča, i postigao je jedan pogodak. Iako je SP '94 trebalo biti njegovo zadnje veliko natjecanje, Matthäus još nije službeno otišao u mirovinu. Nije pozvan na Euro 96, koje je Njemačka naposljetku osvojila.
Na iznenađenje mnogih, pozvan je na Svjetsko prvenstvo 1998. kao zamjena za Matthiasa Sammera. Igrao je kratko na natjecanju, iako je Njemačka ispala već u četvrtfinalu nakon što ju je Hrvatska porazila 3:0. 
S Bayernom je 1999. došao do finala UEFA Lige prvaka. Nažalost za Bayern, primili su dva pogotka u zadnjim minutama sudačke nadoknade i izgubili naslov. Taj poraz je bio drugi neugodan poraz Matthäusa u finalu Lige prvaka, nakon finala 1989. Nakon njegova umirovljenja, Bayern osvaja Ligu prvaka 2001. i Interkontinentalni kup. Zadnju je utakmicu za Bayern odigrao 8. ožujka 2000. u Münchenu protiv Real Madrida.
Tijekom 1999./2000. sezone, Matthäus je otišao u MetroStars iz New Yorka. U MLS-u je igrao od ožujka do rujna 2000. i otišao u mirovinu.  
Zadnja tri nastupa za reprezentaciju, Matthäus je odigrao na Europskom prvenstvu 2000., gdje odigrao po 150 put za Elf.

### Trener
Nakon sjajnih igračkih dana, Matthäus je započeo trenersku karijeru. Prvi je angažman dobio u bečkom Rapidu, zatim u Partizanu, mađarskoj reprezentaciji, Atléticu Paranaense, Red Bull Salzburgu, Maccabi Netanyji.
U prosincu 2002., počeo je trenirati FK Partizan zamijenivši Ljubišu Tumbakovića. Matthäus je srpski klub odveo u UEFA Ligu prvaka, no ispali su već u natjecanju po skupinama. Nakon godinu dana, otišao je trenirati mađarsku nogometnu reprezentaciju u kvalifikacijama za Svjetsko prvenstvo 2006. Mađarska se nije uspjela kvalificirati na natjecanje, a je otišao s dužnosti izbornika.
2006. godine, kratko je trenirao brazilski Atlético Paranaense. Nakon samo sedam utakmica s klubom, dao je ostavku. 19. svibnja 2006., Matthäus je postao trener Red Bull Salzburga, zajedno s direktorom Giovannijem Trapattonijem. Unatoč solidnim uspjesima, Matthäus je 12. lipnja 2007. dobio otkaz odlukom uprave kluba.
13. travnja 2008., najavljenoi je da je Matthäus novi trener izraelskog kluba Maccabi Netanya. 29. travnja 2009., najavljeno je da Matthäus ostaje trener unatoč lošijim rezultatima Maccabija i skupom velikom plaćom.

## Privatni život
Matthäus ima troje djece, a ženio se četiri puta.
Njegov prvi brak sa Silvijom Matthäus trajao je od 1981. do 1992., i s njom Lothar ima dvije kćeri, Alisu i Violu.
1994. godine, Matthäus se oženio švicarskim modelom i TV-voditeljicom Lolitom Morenom. Brak je završio 1999. godine.
Srpkinja Marijana Kostić bila je Matthäusova treća žena. Brak je trajao od 2003. do 2007. godine.
U prosincu 2008., 47-godišnji Matthäus oženio se 21-godišnjom ukrajinkom Lilianom Chudinovom. Par trenutno živi u Tel Avivu.

## Nagrade i uspjesi
Klupski uspjesi
- Borussia Mönchengladbach
  - DFB-Pokal: doprvak 1984.
  - Kup UEFA: doprvak 1980.
- FC Bayern München
  - Bundesliga: 1984./85., 1985./86., 1986./87., 1993./94., 1996./97., 1998./99., 1999./00.
  - DFB-Pokal: 1986., 1998.
  - DFB-Ligapokal: 1997., 1998., 1999., 2000.
  - DFB-Supercup: 1987.
  - Kup UEFA: 1996.
  - Fuji kup: 1987., 1988., 1994., 1995.
  - UEFA Liga prvaka: doprvak 1986. /87.; doprvak 1998./99.
- F.C. Internazionale Milano
  - Serie A: 1988./89.
  - Supercoppa Italiana: 1989
  - Kup UEFA: 1991.

Reprezentativni uspjesi
- FIFA SP: 1990., 1986.; doprvak 1982.
- UEFA Euro: 1980.

Osobni uspjesi
- Ballon d'Or: 1990
- Onze d'Or: 1990
- FIFA nogometaš godine: 1991
- WSA nogometaš godine: 1990
- Njemački igrač godine: 1990, 1999
- FIFA 100

## Vanjske poveznice
- Službena stranica  Arhivirana inačica izvorne stranice od 18. kolovoza 2007. (Wayback Machine) (njem.)
- Statistika na Fussballdaten.de (njem.)